# Cantone di Les Portes du Médoc
Il Cantone di Les Portes du Médoc è una divisione amministrativa dell'arrondissement di Bordeaux.
È stato costituito a seguito della riforma approvata con decreto del 20 febbraio 2014, che ha avuto attuazione dopo le elezioni dipartimentali del 2015.

## Composizione
Comprende i 5 comuni di:
- Blanquefort
- Eysines
- Ludon-Médoc
- Parempuyre
- Le Pian-Médoc